# Chalmoux
Chalmoux település Franciaországban, Saône-et-Loire megyében. Lakosainak száma 636 fő (2022. január 1.). Chalmoux Grury, Bourbon-Lancy, Gilly-sur-Loire, Mont, Neuvy-Grandchamp és Perrigny-sur-Loire községekkel határos.

## Népesség
A település népességének változása:
| Lakosok száma | 691  | 656  | 651  | 636  | 632  | 627  | 631  | 634  | 636  |
|               | 2013 | 2015 | 2016 | 2017 | 2018 | 2019 | 2020 | 2021 | 2022 |